# Asan Khurd
Asan Khurd is een census town in het district Panipat van de Indiase staat Haryana. 

## Demografie
Volgens de Indiase volkstelling van 2001 wonen er 8064 mensen in Asan Khurd, waarvan 55% mannelijk en 45% vrouwelijk is. De plaats heeft een alfabetiseringsgraad van 82%. 